# Ubarckaja Rudnia
Ubarckaja Rudnia (biał. Убарцкая Рудня; ros. Убортская Рудня, Ubortskaja Rudnia; pol. hist. Rudnia Uborcka) – wieś na Białorusi, w obwodzie homelskim, w rejonie lelczyckim, w sielsowiecie Bujnowicze, nad Uborcią.